# District de Potsdam
Ne doit pas être confondu avec District de Potsdam (1815-1945).
Le district de Potsdam était l'un des 15 Bezirke (districts) de la République démocratique allemande, subdivisions administratives créées lors de la réforme territoriale de 1952 en remplacement des cinq Länder préexistants. Ces districts furent à leur tour dissous en 1990, en vue de la réunification allemande et remplacés par les cinq anciens Länder reconstitués, dont le district de Potsdam constitue la partie occidentale de l'actuel Land de Brandebourg.
Immatriculation automobile : Z

## Démographie
- 1 123 800 hab. en 1989

## Structure administrative
Le district comprenait :
- Les villes-arrondissements (Stadtkreis) de :

1. Potsdam
2. Brandebourg-sur-la-Havel

- Les arrondissements-ruraux (Landkreis) de :

1. Belzig
2. Brandenburg
3. Gransee
4. Jüterbog
5. Königs-Wusterhausen
6. Kyritz
7. Luckenwalde
8. Nauen
9. Kreis Neuruppin
10. Oranienburg
11. Potsdam
12. Pritzwalk
13. Rathenow
14. Wittstock
15. Zossen

## Gouvernement et dirigeants du SED

### Premier secrétaire duSEDpour le district
- 1952–1955 : Kurt Seibt (1908–2002)
- 1955–1957 : Eduard Goetzel (1921–1986)
- 1964–1976 : Werner Wittig (1926–1976)
- 1976–1989 : Günter Jahn (1930–)
- 1989–1990 : Heinz Vietze (1947–)

### Président du conseil de district
- 1952–1953 : Curt Wach (1906–1974)
- 1953–1957 : Josef Stadler (1906–1984)
- 1957–1960 : Herbert Rutschke (1905–1978)
- 1960–1962 : Franz Peplinski (1910–1991)
- 1962–1971 : Herbert Puchert (1914–)
- 1971–1974 : Günter Pappenheim (1925–)
- 1974–1977 : Werner Eidner (1923–)
- 1977–1990 : Herbert Tzschoppe (1927–)